# Богуші (Малаховецька сільська рада)
Богуші (біл. Багушы) — село в Білорусі, у Барановицькому районі Берестейської області. Орган місцевого самоврядування — Малаховецька сільська рада.

## Населення
За переписом населення Білорусі 2009 року чисельність населення села становило 165 осіб.